# Мінла тайванська

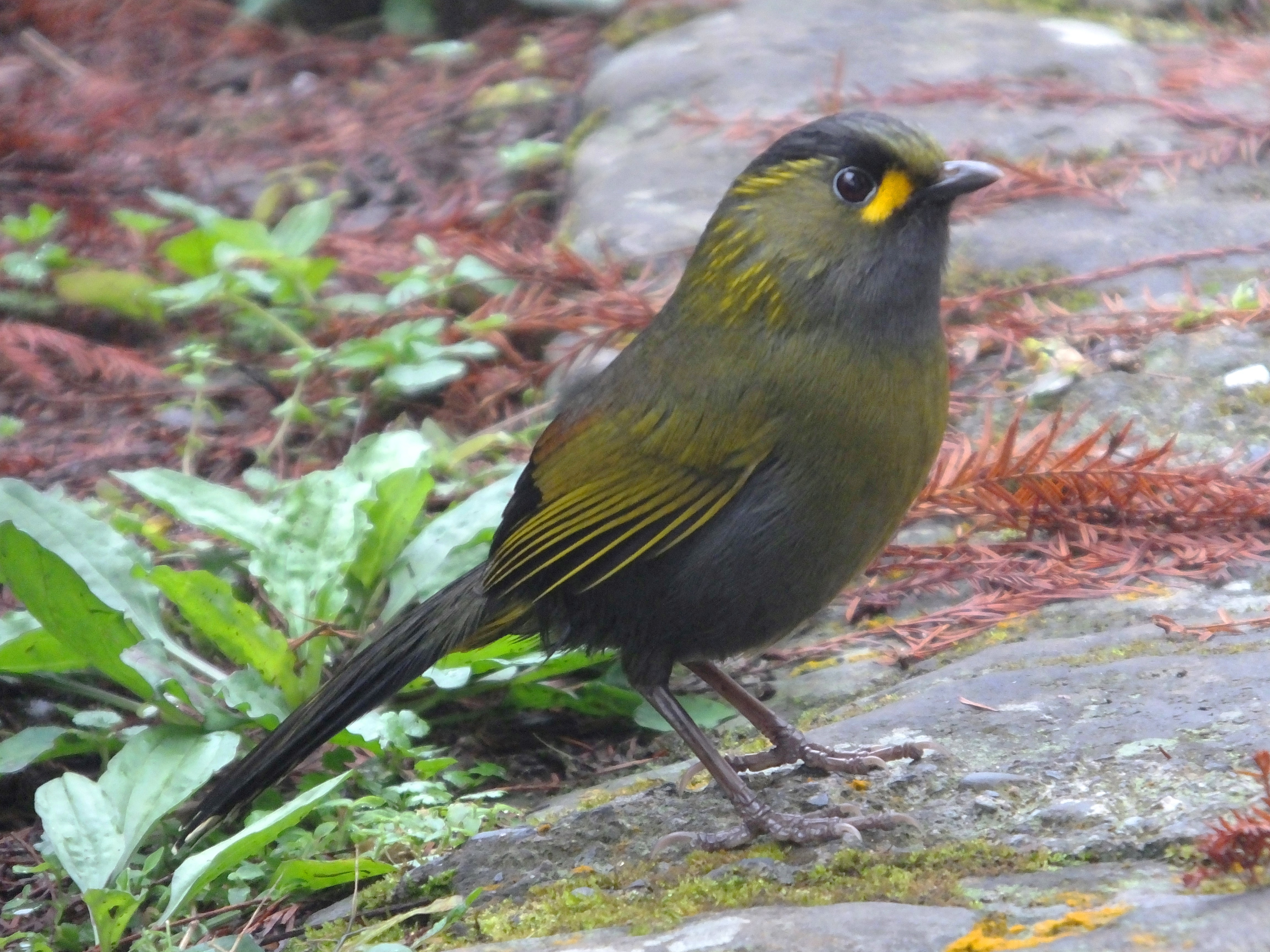
Тайванська мінла

Мі́нла тайванська (Liocichla steerii) — вид горобцеподібних птахів родини Leiothrichidae. Ендемік Тайваню.

## Опис
Довжина птаха становить 17-19 см. Тім'я і шия сірі, поцятковані білими смужками, спина оливково-коричнева, нижня частина спини сіра, хвіст оливково-зелений. Горло і груди сірі, нижня частина грудей оливково-жовта. Під очима яскраво-жовті плями, над очима темні "брови", лоб жовтуватий. Кінчики крил рудувато-чорні. Кінець хвоста чорний, кінчики стернових пер білі. Очі темно-карі, дзьоб чорний, лапи оливково-коричневі.

## Поширення і екологія
Тайванські мінли мешкають в центральних гірських районах Тайваню. Вони живуть у вологих тропічних лісах, високогірних чагарникових заростях і на плантаціях. Зустрічаються на висоті від 1200 до 3000 м над рівнем моря. Живляться комахами, гусінню, червами, плодами, ягодами і насінням. Шукають здобич поблизу землі. Сезон розмноження триває з березня по кінць серпня. Гніздо чашоподібне, розміщується в чагарникових і бамбукових заростях або у густій страві. В кладці 2-3 яйця.